# Løgmanssteypið 2020
La Løgmanssteypið 2020 è stata la 66ª edizione della coppa nazionale delle Fær Øer. L'avvio era stato fissato per i primi giorni di aprile, ma è stato posticipato al 27 giugno 2020, a causa della pandemia di COVID-19, per terminare il 5 dicembre 2020. L'HB Tórshavn ha conquistato il trofeo per la ventottesima volta nella sua storia, la seconda consecutiva.

## Formula
Alla competizione, disputata ad eliminazione diretta, partecipano 18 squadre: alle dieci squadre della Formuladeildin se ne sono aggiunte otto provenienti dalle serie inferiori. Tutti i turni si disputano in gara unica.
Le gare del turno preliminare e degli ottavi di finale sono state sorteggiate il 15 giugno 2020.

## Squadre partecipanti
| Formuladeildin (10) | 1. deild (4)                              | 2. deild (3)                  | 3. deild (1) |
| AB Argir B36 Tórshavn EB/Streymur HB Tórshavn ÍF Fuglafjørður KÍ Klaksvík NSÍ Runavík Skála ÍF TB Tvøroyri Víkingur Gøta | 07 Vestur B68 Toftir B71 Sandur FC Hoyvík | Royn Hvalba Suðuroy Undrið FF | MB Miðvágur  |

## Turno preliminare
| 27 giugno 2020 |       |             |
| Suðuroy        | 9 – 1 | Royn Hvalba |
| MB Miðvágur    | 2 – 6 | Undrið FF   |

## Ottavi di finale
| 8 luglio 2020 |                 |                 |
| TB Tvøroyri   | 1 – 0           | ÍF Fuglafjørður |
| 07 Vestur     | 3 – 1           | Suðuroy         |
| AB Argir      | 4 – 1           | Undrið FF       |
| KÍ Klaksvík   | 1 – 1 (4-5 dtr) | HB Tórshavn     |
| Skála ÍF      | 4 – 3           | FC Hoyvík       |
| EB/Streymur   | 1 – 1 (3-5 dtr) | NSÍ Runavík     |
| B68 Toftir    | 0 – 2           | Víkingur Gøta   |
| B71 Sandur    | 2 – 7           | B36 Tórshavn    |

## Quarti di finale
| 25 novembre 2020 |                 |             |
| Víkingur Gøta    | 1 – 0           | TB Tvøroyri |
| 07 Vestur        | 1 – 1 (4-5 dtr) | HB Tórshavn |
| B36 Tórshavn     | 3 – 0           | AB Argir    |
| NSÍ Runavík      | 1 – 0           | Skála ÍF    |

## Semifinali
| 28 novembre 2020 |       |              |
| Víkingur Gøta    | 2 – 1 | B36 Tórshavn |
| 29 novembre 2020 |       |              |
| NSÍ Runavík      | 1 – 3 | HB Tórshavn  |

## Finale
| Arbitro: | Jóhan Hendrik Ellefsen |

|  |           |                                    |
|  | Marcatori | 24’ (aut.) Vatnhamar 56’ Mikkelsen |